# 라이온미디어의 음반
이 문서는 라이온미디어에서 발매한 음반 목록이다.

## 2000년대
- 2007년 3월 15일 윤하 - 고백하기 좋은 날
- 2007년 6월 26일 윤하 - 고백하기 좋은 날 (Special Edition)
- 2007년 10월 23일 윤하 - 혜성
- 2008년 2월 14일 아주 - [Digital Single] 1st Kiss
- 2008년 7월 3일 아주 - [Digital Single] Paparazzi
- 2008년 8월 28일 윤하 - Someday
- 2009년 2월 5일 아주 - [Digital Single] 재벌 2세
- 2009년 4월 13일 윤하 - 3rd Album Part.A (Peace Love & Icecream)
- 2009년 7월 22일 윤하 - [Japan Digital Single] Girl
- 2009년 10월 8일 레이디 컬렉션 - Lady Collection
- 2009년 11월 18일 윤하 - [Japan Digital Single] 好きなんだ/Sukinanda (좋아해)
- 2009년 12월 11일 윤하 - 3rd Album Part.B (Growing Season)

## 2010년대
- 2010년 9월 22일 윤하 - ひとつ空の下/Hitotsu Sorano Sita (한 하늘 아래)
- 2010년 10월 14일 윤하 - [Digital Single] One Shot
- 2010년 11월 18일 윤하 - [Digital Single] 극장판 포켓몬스터 DP 환영의패왕 조로아크 OST[1]
- 2010년 12월 9일 윤하 - Lost in Love
- 2011년 2월 10일 화요비 - [Digital Single] 같이 있어줘[2]
- 2011년 3월 22일 윤하 - [Digital Single] It's Beautiful
- 2011년 3월 25일 화요비 - 사랑을 믿어요 OST Part.2
- 2011년 5월 30일 화요비 - 미스 리플리 OST Part.1
- 2011년 6월 24일 화요비 - [Digital Single] 2 The Sky
- 2011년 6월 30일 화요비 - Reborn
- 2012년 2월 20일 화요비 - 한반도 OST Part.2[3]
- 2012년 6월 11일 화요비 - [Digital Single] 난 왜 이렇게 못 살아
- 2012년 11월 23일 화요비 -  I Am
- 2012년 12월 10일 화요비 - 내 사랑 나비부인 OST Part.2
- 2013년 4월 24일 화요비 - 남자가 사랑할 때 OST Part.3